# Metalurgija praha
Metalurgija praha ili praškasta metalurgija (eng. Powder Metallurgy - PM) je tehnologija proizvodnje mehaničkih konstrukcijskih i drugih dijelova od metalnih prahova. Pri tome se odvijaju dva postupka: 
- kompaktiranje – zbijanje metalnog praha u željeni oblik i
- sinteriranje – povezivanje čestica praha u čvrstu masu.

Mehanička su svojstva proizvoda uglavnom jednaka, a nekim slučajevima i bolja od proizvoda istog kemijskog sastava koji su izrađeni rezanjem strugotine, valjanjem ili kovanjem. Osnovna su svojstva proizvoda praškaste metalurgije da se postiže mala površinska hrapavost (< 63 μm), velika točnost dimenzija (< 0,125 mm) i proizvodnost je velika. Prema tome, postupci praškaste metalurgije konkuriraju tradicionalnim strojarskim postupcima: skidanju strugotine, preciznom lijevanju, tlačnom lijevanju, kovanju u ukovnjima.
U metalurgiji praha se najviše koriste prahovi željeza, čelika i aluminija. Koriste se i prahovi od bakra, legura bakra (mjedi, bronce) i superlegura (na bazi nikla i kobalta). Također se koriste vatrootporni metali kao što su molibden i volfram. U materijale metalurgiji praha često se uključuju i karbidi metala (volframov karbid, titanijev karbid). Tipični su proizvodi metalurgije praha: zupčanici, lančanici, ležajevi, električni kontakti, te različiti dijelovi strojeva. Zbog oblika i potrebe za učinkovitim podmazivanjem, kada se proizvode u velikim količinama, zupčanici i ležajevi su idealni za metalurgiju praha.

## Prednosti i nedostaci
Prednosti metalurgije praha su:
- moguća je masovna proizvodnja dijelova u konačnom obliku ili blisko konačnom obliku, bez dodatne obrade skidanjem strugotine;
- postižu se točnije dimenzije dijelova nego kod većine postupaka lijevanja;
- ravnomjerna sitnozrnata mikrostruktura;
- mogu se oblikovati metali koje je teško oblikovati drugim postupcima (žareća nit od volframa za električne žarulje);
- mali su gubici materijala (oko 3%);
- moguća je izrada proizvoda od smjese više metala koji nisu međusobno topivi, te smjesa metala i keramika (oksidi, vatrootporne keramike);
- moguća je izrada dijelova zadate poroznosti (filtri, ležaji i zupčanici impregnirani uljem za podmazivanje);
- automatizacijom postupka mogu se postići velike proizvodnosti.

Nedostaci metalurgije praha su:
- visoka je cijena potrebne opreme i alata;
- prahovi metala su skupi;
- javljaju se određene poteškoće u skladištenju prahova metala (korozija, opasnost od požara);
- ograničeni su oblici dijelova koji su mogu izraditi zbog poteškoća lateralnom tečenja praha u kalupu, javljaju se promjene gustoće, osobito kod dijelova složenih oblika.[2]

## Prahovi
Prah je fino usitnjena kruta čestica. Inženjerski prahovi obuhvaćaju metale i keramike. Pri određivanju dimenzija i razdiobe čestica, prah se prosijava kroz seriju sita različitih dimenzijama kvadratnih otvora. Broj otvora ili MC (eng. Mesh Count) opisuje broj otvora sita po inču. Prema tome, MC = 100 označava sito koje ima 100 otvora po inču, odnosno 100 x 100 = 10 000 otvora po kvadratnom inču. U SI jedinicama je to 4 otvora/mm, odnosno 16 otvora/mm2. Što je veći MC to su sitniji otvori sita i kroz njih će propadati sitnije čestice. Proizvode se prahovi dimenzija čestica od 0,000001 do 0,1 mm.
U provedbi postupaka metalurgije praha koristi se prahovi različiti kemijskih sastava:
- elementarni: sadrže samo jedan kemijski element i koriste se kada je potrebno postići visoku čistoću proizvoda. Uobičajeni su elementarni prahovi od željeza, aluminija i bakra.
- smjese: za dobivanje specijalnih legura, koje je teško dobiti na uobičajene načine, miješaju se čestice više elementarnih prahova. Primjer su alatni čelici.
- predlegirani prahovi: sastav čestica praha odgovara po sastavu leguri koju je teško dobiti miješanjem čestica više elementarnih prahova. Uobičajeni su predlegirani prahovi od nehrđajućeg čelika, određene legure bakra i brzorezni alatni čelici.[3]

## Postupci praškaste metalurgije
Tehnologija praškaste metalurgije, uključivo pripremu prahova i doradu komada, se može podijeliti na:
- Konvencionalni postupak prešanja i sinteriranja: provodi se u 3 koraka i to mješanje praha (formiranje homogene mješavine prahova), kompaktiranje (zbijanje mješavine prahova uz oblikovanje zadate geometrije) i sinteriranje (grijanje kompaktiranog komada do temperature ispod tališta, kako bi se uspostavile krute veze čestica i time očvrsnuo komad).
- Hladno izostatičko prešanje (engl. Cold Isostatic Pressing): prah se preša pod djelovanjem tlaka fluida od 400 MPa do 1 GPa.
- Injekcijsko prešanje metala (engl. Metal Injection Moulding): može se prešati ograničen broj metala i to niskolegirani i nehrđajući čelici, legure za meke magnete, mjedi, bronce, čisti nikal, elektroničke legure željeza s 36 % nikla (Invar) i željeza nikla i kobalta (Kovar), WCu te WC. Postupak je pogodan za manje komade velike složenosti oblika.
- Kompaktiranje valjanjem: na taj se način izrađuju trake od legura za meke magnete.
- Kovanje praha (engl. Powder Forging): prethodi izrada komada konvencionalnim prešanjem u kalupu. Nakon toga slijedi toplo kovanje u zatvorenom ukovnju, kako bi se dovoljnom deformacijom metala gotovo potpuno eliminirale pore (automobilska industrija).
- Vruće izostatičko prešanje (engl. Hot Isostatic Pressing): objedinjene su operacije kompaktiranja i sinteriranja.
- Injekcijsko oblikovanje u polučvrstom stanju (engl. Semi-Solid Injection Moulding): postupak prešanja iz tjestastog stanja koji objedinjuje elemente tlačnog lijevanja i injekcijskog prešanja plastomera. Ovaj postupak je najprije ispitan i uveden za magnezijeve legure, a mogu se još oblikovati aluminijske i cinkove legure. Za razliku od drugih postupka, ovdje se ne koristi vezivo za metalni prah i nije potrebno sinteriranje.
- Oblikovanje naštrcavanjem (engl. Spray-Forming Technique): izvodi se kontroliranim naštrcavanjem taljevine materijala, atom po atom, na odgovarajući kalup pomičan u više osi. Taj je postupak prikladan za predmete manjih dimenzija od teško topljivih materijala, koji se izrađuju pojedinačno ili u malim serijama.

| Metali i legure      | Temperatura sinteriranja, K | °C          |
| -------------------- | --------------------------- | ----------- |
| Aluminij i legure    | 673 - 773                   | 400 - 500   |
| Magnezij i legure    | 573 - 673                   | 300 - 400   |
| Bakar                | 1073 – 1153                 | 800 - 880   |
| Mjedi                | 923 - 1123                  | 650 - 850   |
| Legura nikla i mjedi | 1023 – 1173                 | 750 - 900   |
| Legura bakra i nikla | 1173 – 1273                 | 900 - 1000  |
| Nikal                | 1383 – 1433                 | 1110 – 1160 |
| Monel (Ni-Cu-Fe)     | 1373 – 1403                 | 1100 – 1130 |
| Inconel (Ni-Cr)      | 1443 – 1473                 | 1170 – 1200 |
| Čelici               | 1323 – 1523                 | 1050 – 1250 |